# Seznam chráněných území v okrese Vsetín
Toto je seznam chráněných území v okrese Vsetín aktuální k roku 2014, ve kterém jsou uvedena chráněná území v oblasti okresu Vsetín.
| Kód  | Obrázek                                      | Typ  | Název                           | Rozloha (ha) | Galerie Commons                                                             | Popis území | Souřadnice                       |
| ---- | -------------------------------------------- | ---- | ------------------------------- | ------------ | --------------------------------------------------------------------------- | --- | -------------------------------- |
| 2409 | Bečevná                                      | PP   | Bečevná                         | 0,27         | Kategorie „Bečevná“ na Wikimedia Commons                                    | Bohatá lokalita vstavače bledého | 49°19′38″ s. š., 17°59′41″ v. d. |
| 82   | CHKO Beskydy                                 | CHKO | Beskydy                         | 116 000      | Kategorie „CHKO Beskydy“ na Wikimedia Commons                               | | 49°34′52″ s. š., 18°35′15″ v. d. |
| 71   | CHKO Bílé Karpaty                            | CHKO | Bílé Karpaty                    | 71 500       | Kategorie „CHKO Bílé Karpaty“ na Wikimedia Commons                          | | 49°1′13″ s. š., 17°51′20″ v. d.  |
|      |                                              | PP   | Bražiska                        | 5            | Kategorie „Bražiska (natural monument)“ na Wikimedia Commons                | Lesní porost s přirozenou skladbou dřevin a typickou karpatskou květenou na levém údolním svahu Vsetínské Bečvy. Status ochrany nejasný, je nejméně od roku 2003 zmiňována jako přírodní památka, ale v rejstříku ÚSOP není uvedena. | 49°27′13″ s. š., 17°57′8″ v. d.  |
| 2072 | Brodská                                      | PP   | Brodská                         | 3,91         | Kategorie „Brodská“ na Wikimedia Commons                                    | Přirozený jedlobukový porost pralesovitého charakteru s výskytem vzácných druhů fauny a flóry | 49°22′32″ s. š., 18°9′36″ v. d.  |
| 2464 | Čertovy skály                                | PP   | Čertovy skály                   | 0,15         | Kategorie „Čertovy skály (Lidečko)“ na Wikimedia Commons                    | Schodovitě uspořádané kvádry eocenních pískovců | 49°13′2″ s. š., 18°2′50″ v. d.   |
| 2485 |                                              | PR   | Dubcová                         | 5,82         |                                                                             | Řídký smíšený porost s řadou světlin a výskytem vstavačovitých | 49°23′3″ s. š., 17°52′31″ v. d.  |
| 2498 | Galovské lúky                                | PR   | Galovské lúky                   | 21,55        | Kategorie „Galovské lúky“ na Wikimedia Commons                              | Louky s výskytem řady vzácných a zvláště chráněných druhů rostlin a živočichů | 49°16′44″ s. š., 18°7′11″ v. d.  |
| 2045 | Halvovský potok                              | PR   | Halvovský potok                 | 19,14        | Kategorie „Halvovský potok“ na Wikimedia Commons                            | Horský jedlobukový les s přirozenou skladbou dřevin a skalními výchozy s výskytem vzácné fauny | 49°22′19″ s. š., 18°4′45″ v. d.  |
| 2027 | Hrádek                                       | PP   | Hrádek                          | 3,20         | Kategorie „Hrádek (natural monument, Vsetín District)“ na Wikimedia Commons | Květnatá louka s výskytem zvláště chráněných druhů rostlin, teplomilná flóra a entomofauna | 49°9′31″ s. š., 18°5′22″ v. d.   |
| 2028 | Choryňská stráž                              | PP   | Choryňská stráž                 | 8,35         | Kategorie „Choryňská stráž“ na Wikimedia Commons                            | Louky s teplomilnými prvky fauny a flóry, přirozené sukcese původního dubového lesa | 49°29′56″ s. š., 17°53′29″ v. d. |
| 2029 | Choryňský mokřad                             | PR   | Choryňský mokřad                | 20,98        | Kategorie „Choryňský mokřad“ na Wikimedia Commons                           | Ochrana přírodních hodnot mokřadního ekosystému výjimečného ve středním Pobečví | 49°31′8″ s. š., 17°54′18″ v. d.  |
| 2041 | Jarcovská kula                               | PP   | Jarcovská kula                  | 0,10         | Kategorie „Jarcovská kula“ na Wikimedia Commons                             | Význačný skalní výchoz hrubozrnného pískovce o výšce 8 m skalní věže a další drobné výchozy | 49°26′26″ s. š., 17°57′45″ v. d. |
| 1519 | lom Jasenice                                 | PP   | Jasenice                        | 1,71         | Kategorie „Jasenice (natural monument)“ na Wikimedia Commons                | Vytěžený vápencový lom, paleontologické naleziště | 49°31′11″ s. š., 17°58′10″ v. d. |
| 149  | Ježůvka                                      | PP   | Ježůvka                         | 4,99         | Kategorie „Ježůvka“ na Wikimedia Commons                                    | Smilková pastvina s bohatou květenou | 49°20′56″ s. š., 18°0′40″ v. d.  |
| 2062 | Kladnatá - Grapy                             | PP   | Kladnatá - Grapy                | 62,82        | Kategorie „Kladnatá - Grapy“ na Wikimedia Commons                           | Výskyt vzácných druhů rostlin na rozmanitých půdních typech a geomorfologických útvarech | 49°25′45″ s. š., 18°21′17″ v. d. |
| 2047 | Klenov                                       | PR   | Klenov                          | 15,35        | Kategorie „Klenov (nature reserve)“ na Wikimedia Commons                    | Hřebenové partie se skalními výchozy a přírodně zachovalými lesními porosty s výskytem vzácné fauny | 49°24′45″ s. š., 18°1′51″ v. d.  |
| 1138 | Kněhyně a Čertův mlýn z Pusteven             | NPR  | Kněhyně - Čertův mlýn           | 195,00       | Kategorie „Kněhyně - Čertův mlýn“ na Wikimedia Commons                      | Porosty místy pralesovitého charakteru, výskyt rysa ostrovida | 49°29′36″ s. š., 18°18′21″ v. d. |
| 2039 | Kopce                                        | PP   | Kopce                           | 0,75         | Kategorie „Kopce“ na Wikimedia Commons                                      | Rozsedlinové jeskyně s výskytem velmi vzácné fauny netopýrů | 49°13′11″ s. š., 18°2′27″ v. d.  |
|      |                                              | PP   | Kotrlé                          | 0,35         |                                                                             | Vrkoč útlý a jeho biotop | 49°22′40″ s. š., 18°1′24″ v. d.  |
| 2042 | Křížový                                      | PP   | Křížový                         | 1,30         | Kategorie „Křížový (natural monument)“ na Wikimedia Commons                 | Ochrana skalních výchozů - svahového mrazového srubu s navazující kryoplanační terasou | 49°20′45″ s. š., 17°56′8″ v. d.  |
| 1521 | Kudlačena                                    | PP   | Kudlačena                       | 5,48         | Kategorie „Kudlačena“ na Wikimedia Commons                                  | Rašelinné louky s mokřadní květenou | 49°25′53″ s. š., 18°19′35″ v. d. |
| 201  | Kutaný                                       | PR   | Kutaný                          | 14,93        | Kategorie „Kutaný“ na Wikimedia Commons                                     | Ochrana zbytku různověké jedlové bučiny typické pro Vsetínské vrchy | 49°22′15″ s. š., 18°6′2″ v. d.   |
| 206  | Přírodní památka Lačnov                      | PP   | Lačnov                          | 0,23         | Kategorie „Lačnov (natural monument)“ na Wikimedia Commons                  | Bohatá lokalita šafránu bělokvětého | 49°10′45″ s. š., 18°0′48″ v. d.  |
| 5813 |                                              | PR   | Losový                          | 14,41        |                                                                             | Zachovalý přírodě blízký komplex ekosystémů poháňkových pastvin svazu Cynosurion spolu s teplomilnými trávníky svazu Bromion erecti a mezofilní ovsíkové louky svazu Arrhenatherion elatiors a na ně vázaných rostlinných druhů především vstavačovitých, zejména nadregionálně významná populace vstavače osmahlého a živočichů, především teplomilných druhů bezobratlých, zejména populace modráska černoskvrnného | 49°19′3″ s. š., 18°5′41″ v. d.   |
| 2030 | Louka pod Rančem                             | PP   | Louka pod Rančem                | 0,72         | Kategorie „Louka pod Rančem“ na Wikimedia Commons                           | Květnatá louka s výskytem zvláště chráněných druhů teplomilných rostlin, zejména orchidejí, orlíčku | 49°20′57″ s. š., 18°3′10″ v. d.  |
| 223  | Louky pod Štípou                             | PP   | Louky pod Štípou                | 4,44         | Kategorie „Louky pod Štípou“ na Wikimedia Commons                           | Ochrana zbytků květnatých luk s orchidejemi s zvláště chráněných druhů rostlin, zejména prstnatce Fuchsova, prstnatce plamatého, mečíku střechovitého a kruštíka bahenního | 49°24′14″ s. š., 18°1′36″ v. d.  |
| 2040 | Lúčky - Roveňky                              | PP   | Lúčky - Roveňky                 | 1,51         | Kategorie „Lúčky - Roveňky“ na Wikimedia Commons                            | Mokřadní louky s výskytem vzácných orchidejí a dalších vzácných mokřadních druhů rostlin | 49°22′57″ s. š., 18°0′10″ v. d.  |
| 5310 | Makyta                                       | PR   | Makyta                          | 187,00       | Kategorie „Makyta (nature reserve)“ na Wikimedia Commons                    | Lesní komplex přírodě blízkých horských bukových lesů s hojným zastoupením jedle bělokoré a javoru klenu | 49°15′53″ s. š., 18°9′49″ v. d.  |
| 5841 | Malý Javorník                                | PR   | Malý Javorník                   | 27,4418      | Kategorie „Malý Javorník (nature reserve)“ na Wikimedia Commons             | Rozvolněné, přírodě blízké lesní porosty a fragmenty dříve rozsáhlých hřebenových luk a pastevních lesů. Na toto území je vázána řada ohrožených a vzácných živočišných a rostlinných druhů, zejména populace roháčka jedlového a jasoně dymnivkového | 49°18′18″ s. š., 18°17′15″ v. d. |
| 2032 |                                              | PP   | Mokřady Vesník                  | 1,47         |                                                                             | Ochrana svahového prameniště s výskytem typických mokřadních společenstev se suchopýrem a nízkými ostřicemi | 49°22′ s. š., 17°59′16″ v. d.    |
| 5995 |                                              | PP   | Nad Jasenkou                    | 0,1249       |                                                                             | Lesní pěnovcové prameniště | 49°21′49″ s. š., 17°59′11″ v. d. |
| 2044 | Pivovařiska                                  | PP   | Pivovařiska                     | 2,66         | Kategorie „Pivovařiska“ na Wikimedia Commons                                | Ochrana květnatých luk na sušších a mokřadních stanovištích s výskytem zvláště chráněných a vzácných druhů květeny, zejména orchidejí prstnatec májového, vstavače bledého, hlavinky horské a vstavače mužského | 49°19′29″ s. š., 17°53′4″ v. d.  |
| 321  |                                              | PP   | Pod Juráškou                    | 1,00         |                                                                             | Slatinná louka s výskytem rosnatky okrouhlolisté | 49°26′47″ s. š., 18°16′16″ v. d. |
| 1520 |                                              | PP   | Poskla                          | 2,45         |                                                                             | Rašelinné louky a smilkové pastviny | 49°26′16″ s. š., 18°13′25″ v. d. |
| 335  | Přírodní památka Pozděchov                   | PP   | Pozděchov                       | 0,28         | Kategorie „Pozděchov (natural monument)“ na Wikimedia Commons               | Lokalita šafránu bělokvětého | 49°13′26″ s. š., 17°57′51″ v. d. |
| 2046 | Prlov                                        | PP   | Prlov                           | 3,48         | Kategorie „Prlov (natural monument)“ na Wikimedia Commons                   | Květnaté louky s výskytem zvláště chráněných a vzácných druhů květeny | 49°14′46″ s. š., 17°57′30″ v. d. |
| 350  | Národní přírodní rezervace Pulčín - Hradisko | NPR  | Pulčín - Hradisko               | 72,73        | Kategorie „Pulčín - Hradisko“ na Wikimedia Commons                          | Ochrana význačných skalních útvarů a lesních společenstev přirozené druhové skladby | 49°13′56″ s. š., 18°4′45″ v. d.  |
| 1730 | Rákosina ve Stříteži nad Bečvou              | PP   | Rákosina ve Stříteži nad Bečvou | 1,76         | Kategorie „Rákosina ve Stříteži nad Bečvou“ na Wikimedia Commons            | Okraj údolní nivy Rožnovské Bečvy s mokřadními společenstvy | 49°27′22″ s. š., 18°4′3″ v. d.   |
| 369  | Razula                                       | NPR  | Razula                          | 23,52        | Kategorie „Razula“ na Wikimedia Commons                                     | Porost jedle a buku v polesí Podťatý ve stáří přes 170 let | 49°21′35″ s. š., 18°22′55″ v. d. |
| 2033 | Růžděcký Vesník                              | PP   | Růžděcký Vesník                 | 3,65         | Kategorie „Růžděcký Vesník“ na Wikimedia Commons                            | Posláním je zejména ochrana květnaté louky s bohatým výskytem zvláště chráněných druhů rostlin, zejména orchidejí | 49°22′40″ s. š., 17°59′24″ v. d. |
| 2034 | Rybník Neratov                               | PP   | Rybník Neratov                  | 1,90         | Kategorie „Rybník Neratov“ na Wikimedia Commons                             | Zachovalý mokřadní ekosystém s výskytem cenného společenstva vodních bezobratlých a obojživelníků | 49°14′38″ s. š., 17°59′15″ v. d. |
| 5838 |                                              | PP   | Semetín - lesní prameniště      | 0,1743       |                                                                             | Lesní pěnovcové prameniště | 49°19′32″ s. š., 17°55′3″ v. d.  |
| 5839 | Semetín-luční prameniště                     | PP   | Semetín - luční prameniště      | 0,1115       | -                                                                           | Vápnité slatiniště | 49°20′17″ s. š., 17°56′50″ v. d. |
| 2073 | Přírodní památka Skálí                       | PP   | Skálí                           | 19,87        | Kategorie „Skálí“ na Wikimedia Commons                                      | Geomorfologický útvar se smíšeným porostem lesním | 49°23′9″ s. š., 18°12′36″ v. d.  |
| 2074 | Přírodní památka Smradlavá                   | PP   | Smradlavá                       | 9,28         | Kategorie „Smradlavá“ na Wikimedia Commons                                  | Dochovalá část přirozeného lesního porostu s výskytem vzácných druhů rostlin a živočichů | 49°22′29″ s. š., 18°13′47″ v. d. |
| 1522 |                                              | PP   | Stříbrník                       | 14,50        |                                                                             | Květnaté bučiny a lesní loučky s výskytem vstavačů | 49°16′40″ s. š., 18°3′10″ v. d.  |
| 2035 | Přírodní památka Sucháčkovy paseky           | PP   | Sucháčkovy paseky               | 0,70         | Kategorie „Sucháčkovy paseky“ na Wikimedia Commons                          | Květnatá louka s bohatým výskytem zvláště chráněného druhu šafránu bělokvětého | 49°10′29″ s. š., 18°1′51″ v. d.  |
| 2043 | Svantovítova skála                           | PP   | Svantovítova skála              | 0,16         | Kategorie „Svantovítova skála“ na Wikimedia Commons                         | Význačný skalní výchoz pískovce s výškou 12 m | 49°24′32″ s. š., 18°2′18″ v. d.  |
| 5827 |                                              | PP   | Trubiska                        | 0,8264       |                                                                             | Vrkoč útlý a jeho biotop | 49°14′14″ s. š., 17°59′6″ v. d.  |
| 2036 | U Vaňků                                      | PP   | U Vaňků                         | 1,38         | Kategorie „U Vaňků“ na Wikimedia Commons                                    | Listnatý les s přirozenou skladbou dřevin a přilehlé louky s bohatou populací ladoňky karpatské | 49°24′53″ s. š., 17°57′13″ v. d. |
| 2228 | Uherská                                      | PP   | Uherská                         | 3,26         | Kategorie „Uherská“ na Wikimedia Commons                                    | Dochovaná pastvina s bohatým výskytem porostu jalovce obecného s výskytem řady vzácných a zvláště chráněných druhů rostlin a živočichů. Zajištění podmínek k perspektivnímu vývoji populací těchto druhů (zejména jalovce obecného a vstavačovitých) | 49°16′23″ s. š., 18°6′9″ v. d.   |
| 2075 | Přírodní památka Vachalka                    | PP   | Vachalka                        | 8,30         | Kategorie „Vachalka“ na Wikimedia Commons                                   | Dochovalá část přirozeného jedlobukového porostu pralesovitého charakteru | 49°22′47″ s. š., 18°13′27″ v. d. |
| 2037 | Vršky - Díly                                 | PP   | Vršky - Díly                    | 19,41        | Kategorie „Vršky - Díly“ na Wikimedia Commons                               | Terasovitě členěný svah s výskytem zvláště chráněných druhů flóry, vzácných druhů ptáků a hmyzu | 49°20′27″ s. š., 18°0′27″ v. d.  |
| 2038 | Zbrankova stráň                              | PP   | Zbrankova stráň                 | 2,47         | Kategorie „Zbrankova stráň“ na Wikimedia Commons                            | Květnaté louky na sušších a mokřadních stanovištích s výskytem vzácných druhů květeny | 49°22′11″ s. š., 17°55′6″ v. d.  |
| 535  | Zubří                                        | PP   | Zubří                           | 0,14         | Kategorie „Zubří (natural monument)“ na Wikimedia Commons                   | Lokalita šafránu Heuffelova | 49°29′3″ s. š., 18°5′17″ v. d.   |